# Émile Fisseux
Émile Fisseux (n. 20 februarie 1862, Épaux-Bézu, Aisne, Franța – d. 9 decembrie 1916, Paris, Franța) a fost un arcaș ce a reprezentat Franța, medaliat olimpic. A participat la două ediții ale Jocurilor Olimpice (1900, 1908) în care a câștigat o medalie de bronz.

## Participări
Lista de mai jos prezintă principalele competiții la care a participat Émile Fisseux de-a lungul carierei.
- archery at the 1900 Summer Olympics – au cordon doré 50 metres[*][1]